# Baggárové

Oblast obývaná Baggáry

Baggárové (arabsky بقارة) je označení skupiny arabizovaných kočovníků, obývajících oblast mezi Čadským jezerem a jižním Kordofánem. Hovoří vlastním nářečím arabštiny. Jejich počet je přes jeden milion, největší skupina žije v Čadu. V dnešní době již mnoho z nich žije usedlým způsobem života.